# Iniciativa Dharma
La Iniciativa Dharma (Dharma Initiative en inglés) es en la ficción el nombre de un proyecto científico en la serie de televisión estadounidense Lost. Esta iniciativa estudiaba los comportamientos de la isla. Se trata de una especulación ficcionada en una serie de ficción. No es una realidad científica.

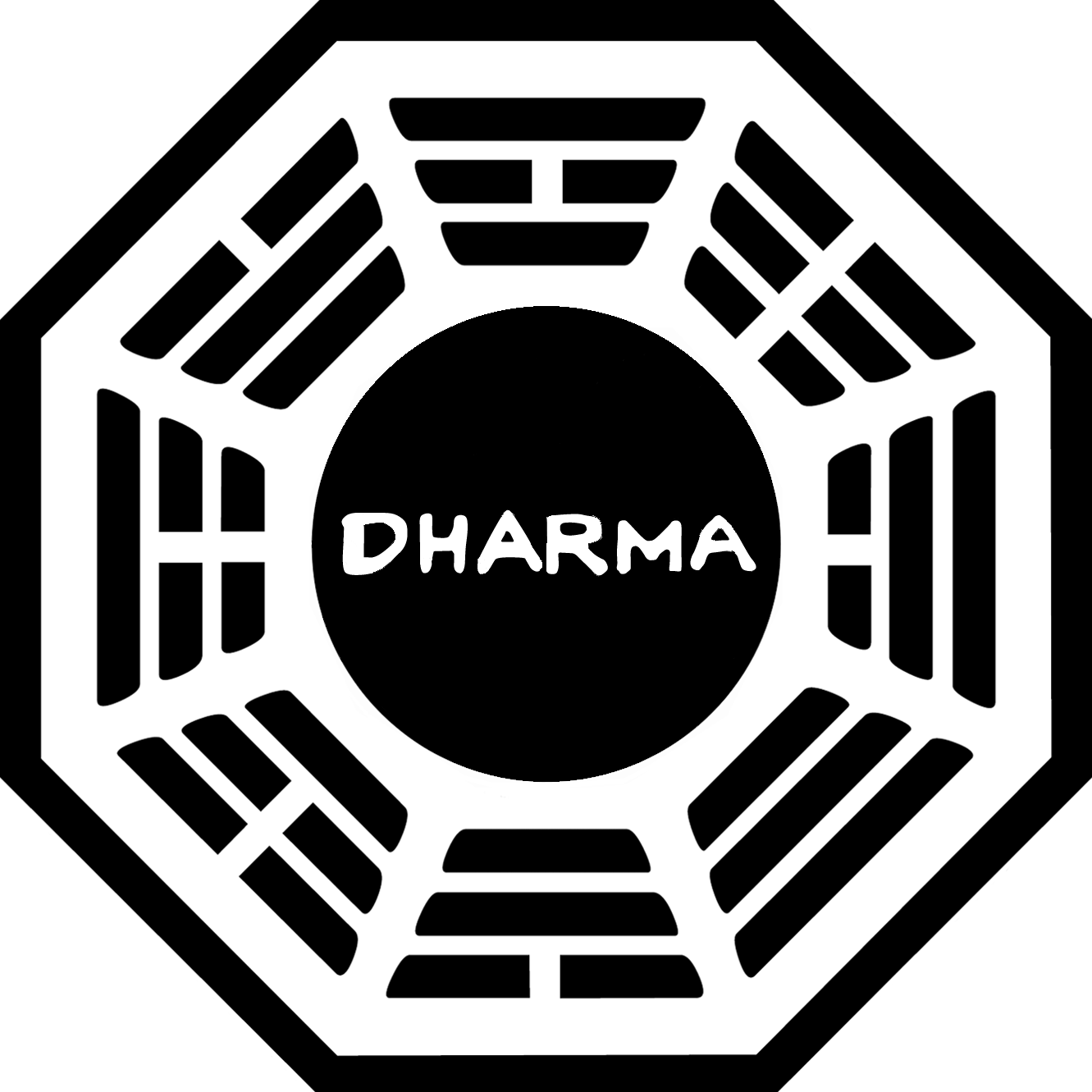
Logo de la Iniciativa Dharma

## Introducción
La Iniciativa Dharma (acrónimo en inglés de Department of Heuristics And Research on Material Applications Initiative, y en español Iniciativa del Departamento de Heurística e Investigación en Aplicaciones Materiales) es un misterioso proyecto con amplia presencia en la isla donde están perdidos los supervivientes del vuelo 815 de Oceanic Airlines. Mucha de la información sobre este proyecto se deriva de los videos de orientación encontrados en varias estaciones ubicadas en la isla. Está inspirada en el Instituto Esalen.
El proyecto tiene como fin cambiar el destino de la humanidad y evitar la autodestrucción del ser humano, pero al fracasar se decide tomar medidas drásticas, las cuales consisten en desarrollar un virus y hacer creer a la gente que ellos les darán la cura. La serie de números relacionados con el proyecto, están basados en una ecuación que predice los días y horas restantes para la autodestrucción de la humanidad.
La Iniciativa se supone que fue fundada en 1970 por Gerald y Karen DeGroot, estudiantes de doctorado en la Universidad de Míchigan y estuvo o está financiada por el industrial y magnate de las armas danés Alvar Hanso y su Fundación Hanso. El supuesto propósito de la Iniciativa fue crear «Un recinto de investigación a gran escala donde científicos y librepensadores de todo el mundo se dedicaran a la investigación en meteorología, psicología, parapsicología, zoología, electromagnetismo y utopía social».
Uno de sus miembros, Ben, mató a su padre y a toda persona ligada a esta agrupación científica mediante un gas venenoso, pasando a tomar el control de la Iniciativa y convirtiéndose en líder de los hostiles (individuos que habitaban la isla antes que la Iniciativa Dharma llegara).

## El nombre
Al comienzo era un total enigma, pero se reveló que Dharma era un acrónimo en un pódcast oficial de Lost. Después en La Experiencia Lost, siguiendo las pistas de Rachel Blake (conocida en ese momento como la hacker Persephone), los jugadores fueron dirigidos a un juego de memoria disponible en la web de la Fundación Hanso. Poco a poco se fue revelando el acrónimo y, al llegar al nivel 42 (el mayor de los números), se mostró el acrónimo completo: "Department of Heuristics And Research on Material Applications". Este acrónimo fue después confirmado por una aparición en el Sri Lanka Video y una nota de prensa de la ABC.
Poco se sabe sobre el significado de este nombre, salvo que Heurística es una particular técnica para dirigir la atención de uno hacia el aprendizaje, el descubrimiento o la solución de un problema. También, en el Sri Lanka Video, Alvar Hanso (parado frente al acrónimo Dharma) dice "Es también la posición del único camino verdadero". Tanto la imagen corporativa de tal Empresa como su cultura organizacional, incluyen creencias y valores propios del taoísmo y del hinduismo que se van transmitiendo en la serie, como el dilema permanente entre Destino y Libre albedrío. Dharma es una palabra que significa Deber y su contrario es el karma. El logo de la iniciativa es un octágono que incluye los trigramas del I Ching. Namaste es un mantra que significa: "el espíritu que habita en mí saluda al espíritu que habita en ti". Al iniciar la serie a Claire le realizan una carta astral y ella misma dice tener habilidad para hacerla.

## Estaciones de la Iniciativa Dharma

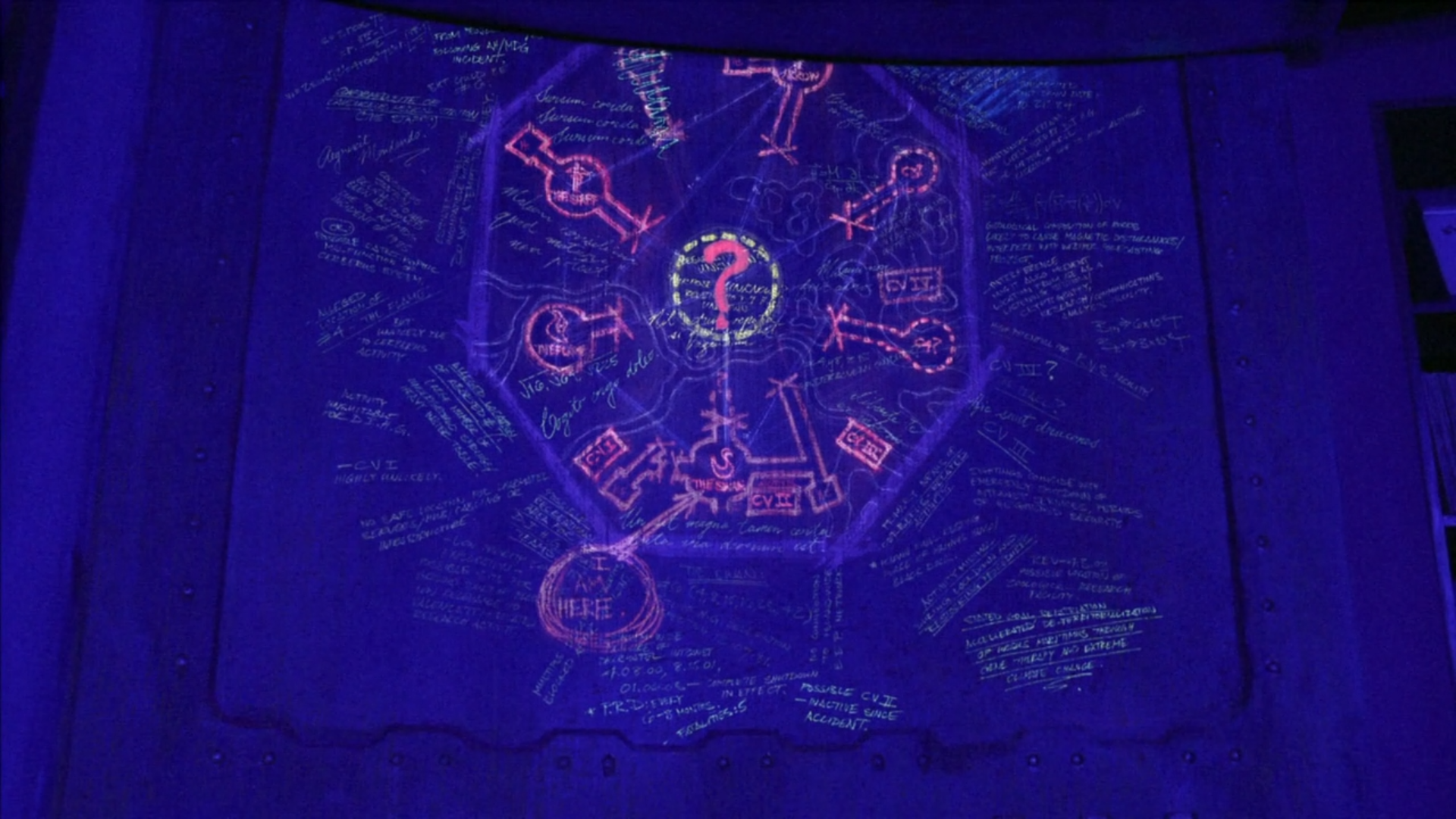
El misterioso mapa dibujado en la escotilla de emergencia de la estación el Cisne

### La Hidra
- Número de la estación:1
- En el Mapa de la puerta Blindada: No mencionado
- Marcador de la cuarentena: No encontrado
- Función posible: Estudios Zoológicos
- Video de la orientación: Encontrado

La Hidra es el nombre de una estación zoológica de la Iniciativa Dharma. Hasta ahora, se sabe que incluye una sección de acuario submarino y un número de jaulas de animales sobre tierra. Su propósito no se conoce, sino que se cree que está hecha para mantener animales tales como tiburones, delfines y osos polares. Parece que allí fueron realizados experimentos sobre comportamiento animal, debido al «rompecabezas» de botones y de palancas existente en una de las jaulas. Los Otros controlan la estación, y utilizan las jaulas para encerrar prisioneros en vez de animales. La estación se encuentra en la segunda isla, no lejos de la principal según las indicaciones de Ben. Se trata probablemente de una estación que los Otros usan como quirófanos o prisión. No aparece el mapa de la puerta blindada de la estación Cisne, quizás debido a que quien lo dibujó, Radzinsky o Kelvin, nunca la descubrieron porque estaban ocupados insertando los números en el computador de la estación. En las jaulas de la Hidra es donde se encontraban los osos polares que eran utilizados para crear un nuevo híbrido llamado «Hi-bird» (pájaro híbrido), ya que estos animales son conocidos por su gran capacidad de adaptación a un nuevo ambiente. Además, la sala 23 ubicada en esta isla, era utilizada por la Iniciativa para aprender y saber más acerca de la forma de vida de los hostiles y su culto a una deidad llamada Jacob, utilizando para ello métodos de lavado de cerebro, procedimiento que permaneció durante el periodo de ocupación de los Otros. En esta estación es donde Kyle es rescatado.

### La Flecha
- Número de la estación:2
- En el Mapa de la puerta Blindada: Al norte
- Marcador de cuarentena: Encontrado
- Función posible: creación de estrategias de defensa en contra de los nativos de la isla.
- Video de orientación: No encontrado.

En el comienzo de la quinta temporada se muestra el comienzo de la grabación, hasta que el Dr. Chang es interrumpido por el incidente de la estación Orquídea. La estación de La Flecha fue una vez uno de los centros de investigación de la Iniciativa DHARMA mencionados en la película de la orientación del Cisne. Fue utilizada para el almacenaje después de ser abandonada por los miembros de la iniciativa por razones desconocidas. La estación está en gran parte vacía a excepción de varias cajas, una que contiene un ojo de cristal y copias de la Biblia. 
Su nombre y símbolo fueron observados en el mapa de la puerta de la ráfaga. Como en la estación del Cisne, “CUARENTENA” se escribe en el interior de la puerta. La estación todavía tenía energía y luz, que funcionaban gracias a una clase de Caja-eléctrica (quizás un "motor de Perendev"). La estación está el noreste de la isla, a varias millas de donde se estrelló el Vuelo 815. 
Los supervivientes de la sección de cola del vuelo 815 vivieron aquí antes de unirse con los supervivientes de la sección central.
- El Señor Eko encontró en una de las biblias de la estación La Flecha parte del video de Orientación de El Cisne que fuera editado por Radzinsky, uno de los antecesores de Kelvin Inman y de Desmond Hume en la misma. El video es entregado por el Señor Eko a John Locke quién lo repara.

### El Cisne
- Número de la estación: 3
- En el Mapa de la puerta Blindada: Al sur
- Marcador de la cuarentena: Encontrado
- Función posible: En un principio estudiar el electromagnetismo de la Isla, pero tras el Incidente pasó a ser una estación de control de ese electromagnetismo.
- Video de la orientación: Encontrado

El Cisne es la estación número 3 de la Iniciativa Dharma, primero descubierta por Locke y Boone. Según su video de orientación, el Cisne era originalmente un laboratorio "donde los científicos podrían trabajar para entender las fluctuaciones electromagnéticas únicas que emanaban de éste sector de la isla". Sin embargo, después de "el incidente", un protocolo tuvo que ser seguido en el cual dos personas se turnarían para presionar un botón (luego de introducir Los Números en una computadora) cada 108 minutos por 540 días, al final de este periodo llegaría un reemplazo para tomar su lugar. Está situada en la región meridional de la isla, a una milla del sector donde se encuentran los restos del accidente del vuelo 815 de Oceanic. Hay un interruptor de seguridad, en la base de ella, que funciona, pero nunca había sido activado. En "Vivir juntos, morir solos", el interruptor fue activado y la estación recibió la descarga, destruyéndose por completo. 
Esta estación es encontrada por Locke, que mantiene su existencia en secreto porque quiere tenerla de propiedad, Walt antes de partir en la balsa le dice que no la abra, sabiendo ese tema, pero cuando Rousseau advierte del ataque de los hostiles Jack la abre con dinamita para usarla como refugio. 

### La Llama
- Número de la estación: 4 (según el Mapa de la Puerta Blindada)
- Mapa de la puerta Blindada: Sudoeste
- Marcador de la cuarentena: No encontrado
- Función posible: Comunicaciones
- Video de la orientación: No encontrado

La Llama es el nombre de una estación de la iniciativa Dharma, descubierta por Locke, Kate y Sayid gracias a una vaga pista en el bastón del Sr. Eko, donde se esperaba encontrar más respuestas respecto al paradero de Jack, Alex, Los Otros y más información sobre la Iniciativa Dharma. Su nombre y símbolo fueron representados en el Mapa de la Puerta Blindada. En esa estación se encuentra Mikhail, un ucraniano loco que al principio finge ser amistoso y después ataca a Sayid y Kate. Esa estación es destruida por John Locke, que aprieta 77 en una computadora. El número, según esa computadora, debía ser ingresado en caso de un ataque de Los Hostiles, y como consecuencia, la estación explota instantes después.

### La Perla
- Número de la estación: 5
- Mapa de la puerta Blindada: En el centro
- Marcador de la cuarentena: No encontrado
- Función posible: Estudio psicológico
- Video de la orientación: Cinta de U-Matic

La Perla es una estación de la Iniciativa Dharma y fue descubierta por Paulo, el novio de Nikki, aunque no se lo dijo a nadie. No se volvió a saber de ella hasta que la descubrieron Locke y Sr. Eko, que nunca se enteraron de que Paulo había estado allí antes. La tarea de esta estación, según su vídeo de la orientación, es supervisar la estación del Cisne y otras estaciones por un sistema especial. El vídeo de orientación también indica que los habitantes de la estación del Cisne son desconocidos, que forman parte de un experimento psicológico y los inquilinos de La Perla deben registrar su comportamiento. No obstante, se presume que el trabajo del personal de La Perla era de hecho inútil, puesto que los cuadernos que ellos fueron enviando, con sus anotaciones, a lo largo del tiempo, terminaban en un descampado. Había también una cámara oculta en La Perla, indicando que ellos y no los residentes del Cisne eran el tema del experimento. La estación consiste en un cuarto, con un túnel octogonal que conduce al exterior; el salón principal es un espacio octogonal, en el cual nueve televisores se alimentan de cámaras de vigilancia. Parecen haber daños en esta estación: paneles que faltan en la azotea, alambres flojos, cantos rodados fuera de sitio. No hay habitaciones para el personal en La Perla. Sin embargo, hay un tocador de trabajo en un cuarto puesto a la izquierda en la estación, según las indicaciones en el episodio "El precio de vivir".

### El Bastón
- Número de la estación:?
- En el Mapa de la puerta Blindada: Del noroeste
- Marcador de la cuarentena: No encontrado
- Función posible: Médica
- Video de la orientación: No encontrado

El Bastón es una estación de la Iniciativa Dharma. Parece ser una estación médica. Mantuvieron a Claire aquí después de ser secuestrada por Ethan (según lo visto en los flashbacks de Claire en el episodio "Abandono Materno"). Probablemente, El Bastón se encontraba completamente operativa y la preparaban para un parto forzado, para entregar al bebe a Los Otros. Después de que escapase (asistida por Alex , hija de la francesa), la estación fue abandonada. Fue visitada más adelante por Claire, junto con Kate y Rousseau en "Abandono Materno", para buscar medicinas que Claire creyó que su hijo necesitaba.
Según la posición de la estación en el Mapa de la Puerta Blindada, parece estar situada en la región occidental de la isla. No se ha encontrado ningún video de orientación como en las otras estaciones (Cisne, Flecha, Perla y Llama). No hay señal de “Cuarentena” en la puerta de El Bastón.

### El Espejo
- Número de la estación:?
- En el Mapa de la puerta Blindada: No mencionado
- Marcador de la cuarentena: No encontrado
- Función Real: Atraer a los submarinos que venían desde el continente
- Función posible (después de la 'purga'): Bloquear la señal de las transmisiones emitidas desde la isla al exterior y viceversa.

El Espejo es la estación mencionada por Juliet ante Jack y Sayid con el propósito de preparar un plan para desbloquear la señal emitida desde la torre de radio. Según ella, Ben ha bloqueado las transmisiones. Se trata de una estación submarina de la Iniciativa Dharma, posiblemente conectada al cable encontrado por Sayid y a los antiguos submarinos abandonados por la iniciativa. Al final de la tercera temporada se descubre que la estación está perfectamente operativa y custodiada por dos mujeres enviadas por Ben (Bonnie y Gretta). En los capítulos finales de la tercera temporada, se ve que ambas mujeres (Bonnie y Gretta) son asesinadas por Mikhail. Bonnie es quien le da a Charlie, momentos antes de morir, la clave para que pueda desactivar la estación y permitir nuevamente las comunicaciones desde la isla.
La clave para desconectar el sistema que mantenía incomunicada a la isla es: 54587554376113

### La Orquídea
- Número de la estación: 6
- En el mapa de la puerta blindada: Encontrado
- Marcador de la cuarentena: Encontrado
- Función posible: Investigaciones sobre el efecto Casimir
- Video de la orientación: Encontrado

La Orquídea es una estación presentada por los productores de la serie, Damon Lindelof y Carlton Cuse, en la Comic-Con de 2007.
Función de dicha estación es el estudio del efecto Casimir, que logra crear viajes en el espacio y tiempo, pues utilizan cápsulas cargadas con átomos diseñados especialmente para la descomposición de los átomos de personas, objetos, lugares (isla), para moverlos de tiempo o lugar físico. Fue encontrada por John Locke y Benjamin Linus hacia el final de la cuarta temporada. En el episodio "Porque te fuiste" se ve que cuando estaba siendo construida se descubrió debajo de ella una gran fuente de energía que tiene que ver con el movimiento en el tiempo y que DHARMA tratará de controlar. En el capítulo "No hay lugar como casa", Ben se va de la isla cuando logra llegar bajo la estación, acercarse a la fuente de energía y mover una rueda artesanal. En "Este lugar es la muerte" se aprecia que antes de construirse la estación se había construido allí un pozo y en el mismo episodio Locke abandona la isla en la misma forma que lo había hecho Ben.

### La Tempestad
- Número de la estación: ?
- En el mapa de la puerta blindada: No encontrado
- Marcador de la cuarentena: No encontrado
- Función posible: Estudio de gases tóxicos
- Video de la orientación: No encontrado

La Tempestad aparece por primera vez en el episodio "La otra mujer". El "Otro" Goodwin trabajaba en esta estación antes de ser enviado por Ben a vigilar a los supervivientes de la sección de cola del Vuelo 815. Cuando los miembros del carguero enviado por Charles Widmore llegaron a la isla, Daniel Faraday y Charlotte Lewis fueron a esta estación para desactivar el gas tóxico que se manejaba en ella, con el objetivo de que Ben no lo usara contra ellos.
Esta estación fue utilizada durante "la Purga", el momento en que los Otros eliminaron a la Iniciativa Dharma de la isla usando gases tóxicos.

Animación del péndulo de Foucault.

### El Pie del Farol
- Número de la estación: ?
- Función posible: Encontrar la Isla
- Video de la orientación: No encontrado

Traducida al castellano como "El Poste de Luz". Aparece por primera vez en el episodio "La Mentira", en la quinta temporada, aunque no se sabe muy bien qué es hasta el episodio "316". Esta estación se encuentra fuera de la isla, en Los Ángeles, bajo una iglesia. Con esta estación la Iniciativa DHARMA localizó la Isla. El Poste de Luz es una sala circular, cuyo suelo es un Mapamundi sobre el que cuelga y corre un gran péndulo de Foucault que traza líneas. El péndulo cuelga desde el centro de un misterioso y oscuro orificio en el techo. En una de las paredes se encuentra una placa con coordenadas que cambia al igual que el contador de la estación El Cisne, además hay un ordenador antiguo, como el que se encuentra en algunas de las Estaciones Dharma.

## Estado de la Iniciativa Dharma

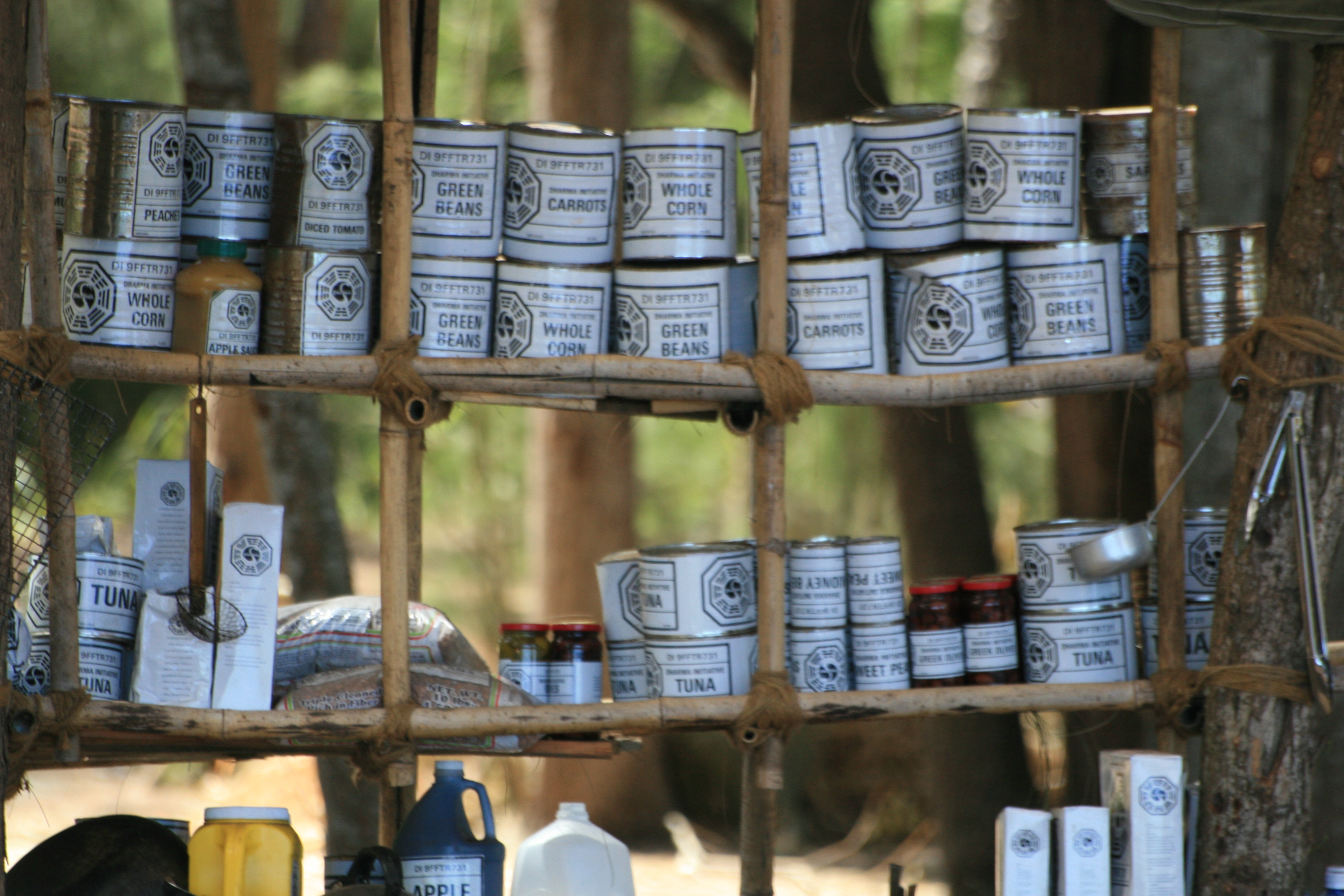
Varias latas de comida y otras provisiones Dharma marcadas con el logo de la estación el Cisne

Se desconoce el estado actual de la Iniciativa. Hugh McIntyre, jefe comercial de la Fundación Hanso señala que la Iniciativa DHARMA fue cancelada en 1987. Él hizo esta afirmación en una entrevista con Jimmy Kimmel Live! emitida el 24 de mayo de 2006, asegurando que la información mostrada en la serie televisiva Perdidos es ficticia. Sin embargo, en el Sri Lanka Video filmado por Rachel Blake en julio de 2006, Thomas Mittelwerk se ve mostrando a varias personas un video de orientación de una estación de Dharma, sugiriendo que de alguna forma el proyecto aún está activo. La estación El Cisne en la Isla también recibió suministros consistentes en alimentos y otros artículos etiquetados con un logo de Dharma por lo menos hasta 2007, y Kelvin Inman se unió a la Iniciativa Dharma después de la Guerra del Golfo (1991). Estos hechos demuestran que la Iniciativa no cesó sus actividades en la fecha señalada por McIntyre. En una sección hackeada del sitio web de la Fundación Hanso el 19 de junio, la hacker Rachel Blake (Persephone) publica un mensaje cuestionando el estado de la Iniciativa DHARMA y de sus miembros:
Se sabe que su estado era; miembros de una iniciativa que se dedicaba a investigar y experimentar, los cuales fueron asesinados, los "hostiles" o habitantes nativos de la isla junto con Ben acabaron con ellos mediante bombas de gas.
Las provisiones llegan porque se supone que nadie sabe en el exterior lo que ha pasado con la iniciativa, y como quieren que estén enviando las provisiones, siguen haciéndolo.
En el Sri Lanka Video, Thomas Mittelwerk afirma: "Todos sabemos qué sucedió: La Iniciativa Dharma falló".
- Datos: Q522336
- Multimedia: Dharma initiative / Q522336